# Castelfranco Piandiscò
Castelfranco Piandiscò és un nou municipi situat al territori de la província d'Arezzo, a la regió de la Toscana (Itàlia). S'ha creat l'1 de gener del 2014 amb la fusió de Castelfranco di Sopra i Pian di Scò.
Limita amb els municipis de Castel San Niccolò, Reggello, Figline e Incisa Valdarno, Loro Ciuffenna, San Giovanni Valdarno i Terranuova Bracciolini.
Pertanyen al municipi les frazioni de Casabiondo, Caspri, Castelfranco di Sopra, Certignano, Faella, Lama, Matassino, Pian di Scò, Pulicciano i Vaggio

## Galeria fotogràfica

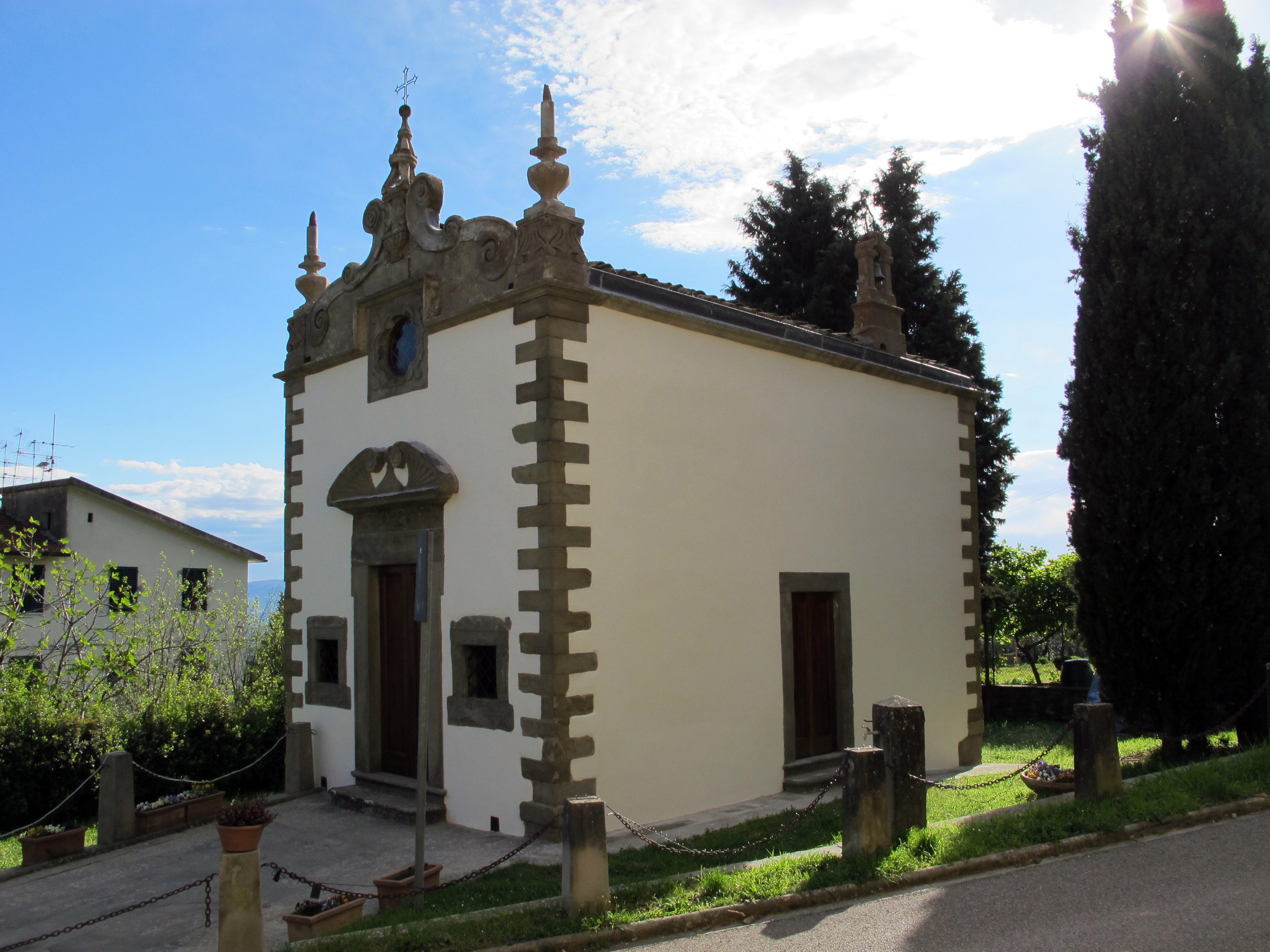
Capella de la Immaculada Concepció
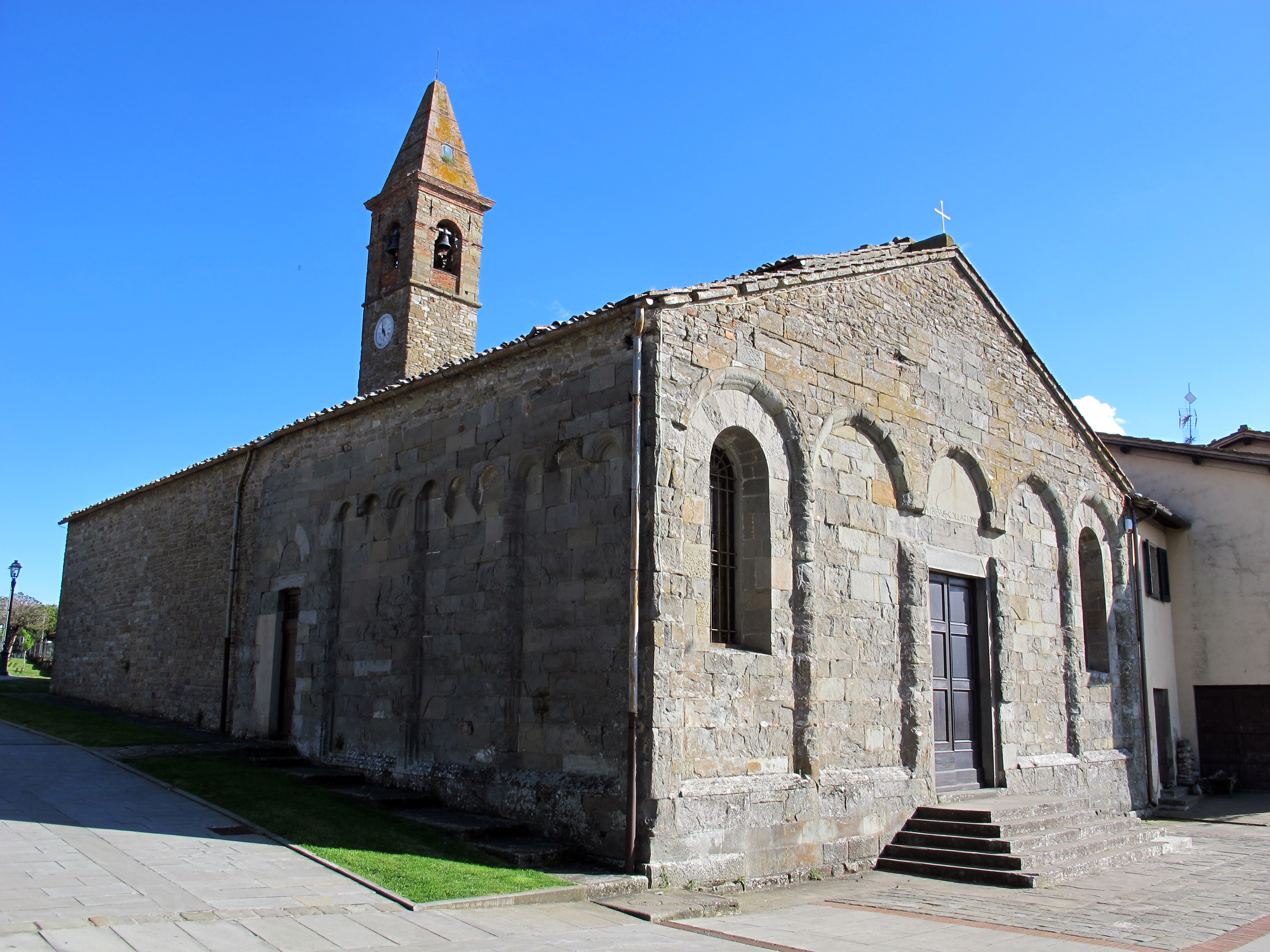
Església de Sta. Maria
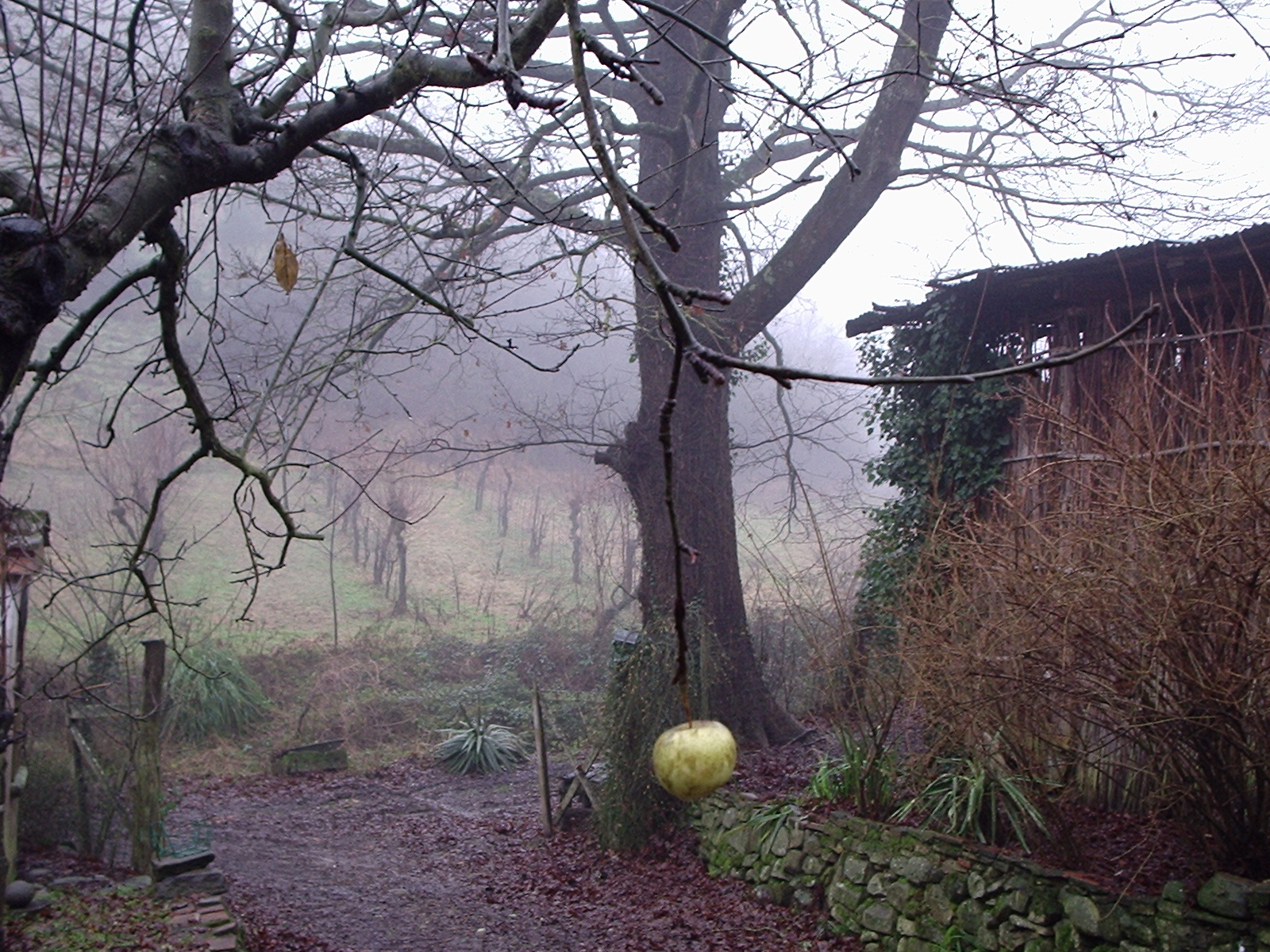
Via Fossate a l'hivern